# Curl语言
Curl语言是一种被设计来编写网络程序的编程语言。由美國的麻省理工學院開發。它的目标是以一种单一的语言来取代HTML，Cascading Style Sheets（层叠样式表）和JavaScript，虽然它目前并未在世界范围内被广泛使用，但在日本有一定的普及。
Curl不像HTML，它不是一种文本标记语言，但Curl语言既可以用于普通的文本显示，又可以用于实现大规模的客户端商业软件系统。Curl不利的一面是：需要向客户端安装运行环境。
用Curl写的程序既可以运行于浏览器中，又可以像普通客户端程序那样独立于浏览器运行，运行前需要安装Curl RTE。"Curl RTE"是一种与JAVA类似的跨平台运行环境（runtime environment，RTE），其中包含浏览器的插件。它目前支持微软视窗（Microsoft Windows）操作系统。
Curl语言容易学习，且编程效率高，是一种支持多重继承，泛型等特性的面向对象编程语言。